# Прокисель (Речицкий район)
Прокисель (бел. Пракісель) — деревня в Холмечском сельсовете Речицкого района Гомельской области Белоруссии.

## География

### Расположение
В 35 км на юго-восток от районного центра и железнодорожной станции Речица (на линии Гомель — Калинковичи), 67 км от Гомеля.

### Гидрография
На юге сеть мелиоративных каналов, один из которых пересекает деревню.

## Транспортная сеть
Транспортные связи по просёлочной, затем автомобильной дороге Лоев — Речица. Планировка состоит из прямолинейной меридиональной улицы, к которой на юге присоединяется такая же короткая улица. Застройка преимущественно деревянная усадебного типа.

## История
По письменным источникам известна с XIX века как селение в Холмечской волости Речицкого уезда Минской губернии. В 1862 году владение графа Ракицкого. Под 1897 год обозначена в Холмечском церковном приходе. Согласно переписи 1897 года действовали часовня, хлебозапасный магазин, трактир. Рядом находился выселок Прокисель (он же Заболотье).
С 8 декабря 1926 года до 30 декабря 1927 года центр Прокисельского сельсовета Холмечского, с 4 августа 1927 года Речицкого районов Гомельского округа. В 1930 году организован колхоз имени М. И. Калинина, действовали ветряная мельница и шерсточесальня. В 1939-40 годах в деревню переселилась часть жителей посёлка Искра (в настоящее время не существует). Во время Великой Отечественной войны действовала подпольная патриотическая группа. В боях около деревни погибли 321 советский солдат и партизан (похоронены в братской могиле около здания управления колхоза). Освобождена 12 ноября 1943 года. 84 жителя погибли на фронте. Согласно переписи 1959 года центр колхоза «Путь к коммунизму». Располагались 9-летняя школа, библиотека, фельдшерско-акушерский пункт, детские ясли-сад, отделение связи, магазин, Дом культуры. Теперь все этого практически и нету, школу снесли в 2012 году, фельдшерско-акушерский пункт закрыли, собираются закрыть детский сад и дом культуры, отделение связи работает кое как, вместо колхоза "Чырвоны сцяг", объединили все деревни в "Агрокомбинат Холмеч".
До 31 октября 2006 года в составе Артуковского сельсовета.

## Население

### Численность
- 2022 год —  220 жителей.

### Динамика
- 1850 год — 38 дворов.
- 1862 год — 112 жителей мужского пола.
- 1897 год — 79 дворов 535 жителей; на выселке 7 дворов, 48 жителей (согласно переписи).
- 1908 год — 125 дворов 690 жителей.
- 1959 год — 734 жителя (согласно переписи).
- 2004 год — 194 хозяйства, 462 жителя.
- 2022 год — 220 жителей.